# جنبش عدم تعهد
جنبش غیرمتعهدها یا عدم تعهد (Non-Aligned Movement) یک سازمان بین‌المللی است که در سال ۱۹۶۱ میلادی در اوج جنگ سرد در بلگراد، پایتخت یوگسلاوی، تأسیس شد و شامل کشورهایی می‌شد که به هیچ‌یک از بلوک‌های قدرت جهانی (آمریکا یا شوروی) وابستگی و تعهدی نداشتند یعنی نه در اردوگاه کمونیسم قرار داشته و نه در اردوگاه سرمایه‌داری. این سازمان با پایان جنگ سرد نیز به فعالیت خود ادامه داده و در سال ۲۰۱۲ در مجموع ۱۲۰ دولت عضو و ۱۷ عضو ناظر داشته‌است.
ایده تشکیل چنین گروهی تا حد زیادی به ابتکار یوسیپ بروز تیتو رئیس‌جمهور یوگسلاوی، قوام نکرومه نخستین رئیس‌جمهور غنا، جمال عبدالناصر دومین رئیس‌جمهور مصر، جواهر لعل نهرو اولین نخست‌وزیر هند، احمد سوکارنو نخستین رئیس‌جمهور اندونزی و سردار محمد داود نخست وزیر افغانستان شکل گرفته بود. کریشنا منون دیپلمات هندی نیز نخستین شخصی بود که در سال ۱۹۵۴ در یکی از نشست‌های ملل متحد این اصطلاح را در اشاره به این نظریه به کار برد.

کشورهای عضو
کشورهای ناظر

## تاریخچه
نخستین تلاش برای ایجاد همگرایی میان کشورهایی که بعدها به غیرمتعهدها معروف شدند، در سال ۱۹۵۵ در کنفرانس باندونگ در شهر باندونگ اندونزی انجام شد. جواهر لعل نهرو، جمال عبدالناصر و احمد سوکارنو رؤسای وقت حکومت کشورهای هند، مصر و اندونزی در این اجلاس اندیشه تشکیل چنین سازمانی را مطرح کردند. چون این اتفاق کمی بعد از استقلال هند رخ می‌داد تحت تأثیر جهان بینی ماهاتما گاندی نیز قرار داشت.
جنبش عدم تعهد در دهه های ۱۹۵۰ و ۱۹۶۰ ناشی از تمایل کشورهای تازه استقلال یافته (به غیر از یوگسلاوی) تمرکز خود را بر پیشرفت اقتصادی و اجتماعی خود و عدم کشش به بلوک های رقیب ایالات متحده و اتحاد جماهیر شوروی قرار داد.
در ۱۹۶۱ اولین اجلاس سران عدم تعهد با حضور یوسیپ بروز تیتو رئیس‌جمهور یوگسلاوی، قوام نکرومه رئیس‌جمهور غنا، جمال عبدالناصر رئیس‌جمهور مصر، جواهر لعل نهرو نخست‌وزیر هند و احمد سوکارنو رهبر استقلال و رئیس‌جمهور اندونزی در کنفرانسی که در شهر بلگراد در کشور یوگسلاوی برگزار شد و این سازمان موجودیت خود را اعلام کرد.
با پایان جنگ سرد و فروپاشی اردوگاه کومنیسم کشورهای عضو جنبش عدم تعهد دچار نوعی بی‌هویتی شده و دلیل وجود این جنبش که ایجاد موازنه منفی بین دو ابرقدرت دوران جنگ سرد بود از بین رفته‌است. عده‌ای را فرض بر این است که جنبش عدم تعهد وارث موازین ضد آمریکایی یا همان ضد امپریالیستی است. این در حالیست که بسیاری از تحلیلگران سیاسی فلسفه وجودی چنین سازمانی را وابسته به جهان دوقطبی می‌دانند و دلیلی برای ادامه حضور جنبش در صحنه بین‌المللی با معیارها و مختصات دوران جنگ سرد نمی‌بینند. ۱۲۰ کشور جهان که تقریباً بیش از دو سوم اعضای سازمان ملل متحد و ۵۵ درصد جمعیت دنیا را تشکیل می‌دهند، عضو جنبش عدم تعهد می‌باشند. از سال ۲۰۱۲ کشور ایران ریاست دوره‌ای این جنبش را بر عهده دارد. سران کشورهای عضو جنبش عدم تعهد هر ۳ سال یکبار در اجلاسی با همین نام گرد هم می‌آیند.

### بنیان‌گذاران جنبش عدم تعهد
بنیان‌گذاران جنبش عدم تعهد رهبران برخی از کشورها بودند که در رأس این شخصیت‌ها می‌توان از تیتو رئیس‌جمهور یوگسلاوی، جواهر لعل نهرو نخست‌وزیر هند، جمال عبدالناصر رئیس‌جمهور مصر و احمد سوکارنو رئیس‌جمهور اندونزی نام برد.
برخی مفسرین معتقدند جنبش عدم تعهد نیز همچون جنبش‌های دیگر، از شخصیت افراد و رهبران آن تأثیر پذیرفته‌است و با بررسی شرح حال این چهار شخصیت و تشریح اوضاع سیاسی کشورهای هند، اندونزی، مصر و یوگسلاوی در دههٔ ۱۹۵۰، چنین نتیجه گرفته‌اند که کشورهای مزبور و رهبران آن‌ها که همگی در استقلال کشورهای خود و رهایی از استعمار و نفوذ کشورهای دیگر نقش تاریخی بر عهده داشتند، از وجوه مشابهی برخوردار بودند که عبارتند از:
1. هر چهار کشور دوران سخت و طولانی تحت استعمار، استیلا و تفوق کشور قوی‌تر و زور مدار را گذرانده‌اند و مبارزه آنان برای استقلال، عدم وابستگی و عدم تعهد به جا و به حق بوده‌است.
2. همهٔ رهبران چهار کشور از نخستین رهبران سیاسی کشورهای خود پس از استقلال و رهایی از استعمار بوده‌اند، همهٔ آن‌ها نه تنها در جنگ‌های ضد استعماری و ضد امپریالیستی فعالانه شرکت کرده‌اند بلکه رهبری این جنگ‌ها را نیز بر عهده داشته‌اند.
3. سال‌های ۱۹۵۰ تا ۱۹۵۵ برای هر چهار کشور نقطهٔ عطفی در مبارزات سیاسی بوده‌است.
4. در سال ۱۹۵۴ کنفرانس کلمبو، نهرو نخست‌وزیر هند است و سوکارنو در نخستین انتخابات پس از استقلال به عنوان اولین رئیس‌جمهور اندونزی برگزیده شده‌است. عبدالناصر به ریاست‌جمهوری مصر انتخاب شده و تیتو، رئیس جمهوری خلق یوگسلاوی است که هر چهار نفر در سال ۱۹۵۵ در کنفرانس باندونگ شرکت می‌کنند.[۳]

جنبش عدم تعهد از جمله نهادهایی است که ویژگی‌های سازمانهای بین‌المللی را دارد اما چون فاقد شخصیت حقوقی بین‌المللی یک سازمان بین‌المللی به‌شمار نمی‌آید.

## اصول
1. احترام متقابل به تمامیت ارضی و حاکمیت یکدیگر،
2. برابری و منافع متقابل،
3. عدم تجاوز به یکدیگر،
4. همزیستی مسالمت آمیز،
5. عدم دخالت در امور داخلی یکدیگر.[۵]

## ارکان جنبش عدم تعهد
بالاترین رکن جنبش «اجلاس سران» است که هر سه سال در یکی از کشورهای عضو تشکیل می‌گردد. علاوه بر آن می‌توان از اجلاس سالانه وزیران، اجلاس سالانه کارشناسان، اجلاس سالانه دفتر هماهنگی، نشست‌های تخصصی و دوره‌ای این جنبش نام برد. نشست‌های دوره‌ای جنبش در حاشیه مجمع عمومی سازمان ملل متحد، نشست‌های آژانس‌ها و سازمان‌های تخصصی این سازمان نیز قابل ذکر است.

## ایران و جنبش عدم تعهد

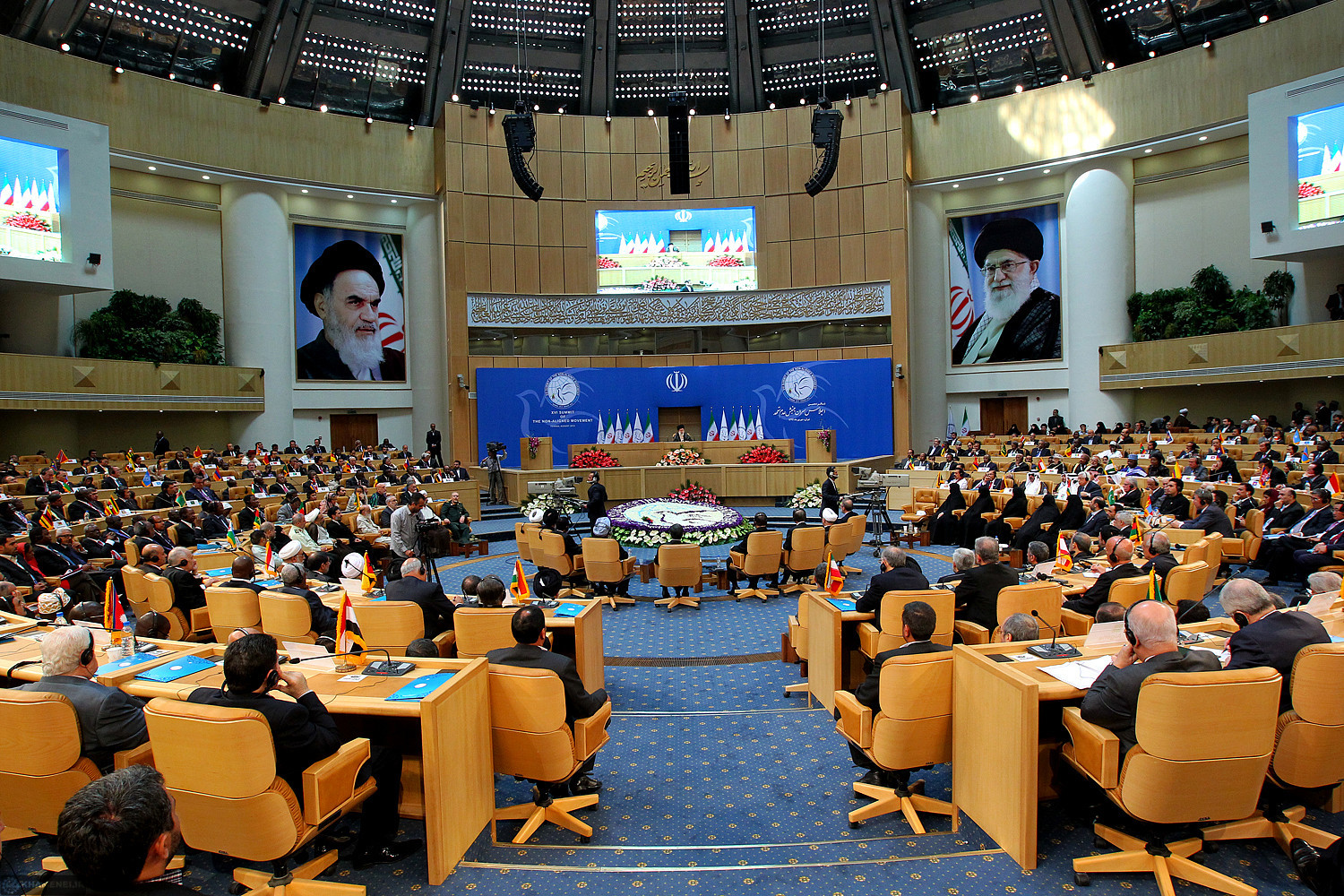
شانزدهمین نشست جنبش غیرمتعهدها در سالن همایش در تهران

ایران پهلوی در پیمان سیاسی-نظامی سنتو عضویت داشت و در جهان به مقام ژاندارم خاورمیانه شناخته می‌شد؛ به این ترتیب تمایلی به عضویت در جنبش عدم تعهد نداشت. ولی پس از پیروزی انقلاب ۵۷ جمهوری اسلامی به جرگه جنبش عدم تعهد پیوست که تمامی اعضایش کشورهای جهان سوم و کشورهای کمتر توسعه یافته بودند. در سال‌های اولیه جنبش، ایرانیان نام آن را به «جنبش ناوابستگان» ترجمه کردند. اما به دلیل عدم استقبال عمومی نام «غیرمتعهدان» مصطلح گردید. ایران بعد از پیوستن به جنبش، در اجلاس سران آن در سال ۱۹۷۹ در کوبا و از آن به بعد در همه نشست‌های مختلف این جنبش حضور داشته‌است. لغو برگزاری هفتمین اجلاس سران در بغداد به دلیل جنگ ایران و عراق و انتقال این اجلاس به دهلی نو از مهم‌ترین رویدادهای جنبش به حساب می‌آید. صدام حسین توانسته بود در اجلاس کوبا میزبانی بعدی جنبش را در بغداد بگیرد اما در اثر حمله آشکار ۲ فانتوم ایرانی به بغداد در عملیات بغداد و ناامن جلوه دادن این شهر، اجلاس سال ۱۹۸۳ به دهلی نو منتقل شد. فیلم سینمایی خلبان با توجه به این رویداد ساخته شده‌است. شانزدهمین نشست جنبش عدم تعهد در روزهای ۹ و ۱۰ شهریور ۱۳۹۱ (۳۰ و ۳۱ اوت ۲۰۱۲) در تهران برگزار شد.

## ریاست دوره‌ای جنبش عدم تعهد
فهرست ریاست دوره‌ای جنبش عدم تعهد (به انگلیسی: Secretary-Generals of the Non-Aligned Movement) از زمان تأسیس در سال ۱۹۶۱ میلادی تا کنون

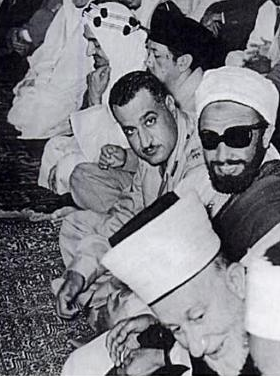
ملک فیصل عربستان، جمال عبدالناصر، امام احمد از یمن شمالی و محمد امین الحسینی در کنفرانس باندونگ در ۱۹۵۵

| دوره    | کشور                             | از تاریخ        | تا تاریخ        | شعار                                                                            |
| ------- | -------------------------------- | --------------- | --------------- | ------------------------------------------------------------------------------- |
| اول     | جمهوری فدرال سوسیالیستی یوگسلاوی | ۱ سپتامبر ۱۹۶۱  | ۵ اکتبر ۱۹۶۴    |                                                                                 |
| دوم     | جمهوری متحد عربی                 | ۵ اکتبر ۱۹۶۴    | ۸ سپتامبر ۱۹۷۰  |                                                                                 |
| سوم     | زامبیا                           | ۸ سپتامبر ۱۹۷۰  | ۵ سپتامبر ۱۹۷۳  |                                                                                 |
| چهارم   | الجزایر                          | ۵ سپتامبر ۱۹۷۳  | ۱۶ اوت ۱۹۷۶     |                                                                                 |
| پنجم    | سری‌لانکا                         | ۱۶ اوت ۱۹۷۶     | ۴ فوریه ۱۹۷۸    |                                                                                 |
| پنجم    | سری‌لانکا                         | ۴ فوریه ۱۹۷۸    | ۹ سپتامبر ۱۹۷۹  |                                                                                 |
| ششم     | کوبا                             | ۱۰ سپتامبر ۱۹۷۹ | ۶ مارس ۱۹۸۳     |                                                                                 |
| هفتم    | هند                              | ۱۹۸۳            | ۱۹۸۳            |                                                                                 |
| هفتم    | هند                              | ۱۲ مارس ۱۹۸۳    | ۶ سپتامبر ۱۹۸۶  |                                                                                 |
| هشتم    | زیمبابوه                         | ۶ سپتامبر ۱۹۸۶  | ۷ سپتامبر ۱۹۸۹  |                                                                                 |
| نهم     | جمهوری فدرال سوسیالیستی یوگسلاوی | ۷ سپتامبر ۱۹۸۹  | ۱۵ مه ۱۹۹۰      |                                                                                 |
| نهم     | جمهوری فدرال سوسیالیستی یوگسلاوی | ۱۵ مه ۱۹۹۰      | ۱۵ مه ۱۹۹۱      |                                                                                 |
| نهم     | جمهوری فدرال سوسیالیستی یوگسلاوی | ۳۰ ژوئن ۱۹۹۱    | ۶ دسامبر ۱۹۹۱   |                                                                                 |
| نهم     | جمهوری فدرال سوسیالیستی یوگسلاوی | ۶ دسامبر ۱۹۹۱   | ۷ سپتامبر ۱۹۹۲  |                                                                                 |
| دهم     | اندونزی                          | ۷ سپتامبر ۱۹۹۲  | ۲۰ اکتبر ۱۹۹۵   |                                                                                 |
| یازدهم  | کلمبیا                           | ۱۸ اکتبر ۱۹۹۵   | ۷ اوت ۱۹۹۸      |                                                                                 |
| یازدهم  | کلمبیا                           | ۷ اوت ۱۹۹۸      | ۲ سپتامبر ۱۹۹۸  |                                                                                 |
| دوازدهم | آفریقای جنوبی                    |                 |                 |                                                                                 |
| سیزدهم  | مالزی                            | ۲۰ فوریه ۲۰۰۳   | ۳۱ اکتبر ۲۰۰۳   |                                                                                 |
| سیزدهم  | مالزی                            | ۳۱ اکتبر ۲۰۰۳   | ۱۵ سپتامبر ۲۰۰۶ |                                                                                 |
| چهاردهم | کوبا                             | ۱۶ سپتامبر ۲۰۰۶ | ۲۴ فوریه ۲۰۰۸   |                                                                                 |
| چهاردهم | کوبا                             | ۲۰۰۶            | ۲۰۰۹            |                                                                                 |
| پانزدهم | مصر                              | ۱۶ ژوئیه ۲۰۰۹   | ۱۱ فوریه ۲۰۱۱   | همبستگی بین‌المللی برای توسعه و صلح                                              |
| پانزدهم | مصر                              | ۱۱ فوریه ۲۰۱۱   | ۳۰ ژوئن ۲۰۱۲    | همبستگی بین‌المللی برای توسعه و صلح                                              |
| پانزدهم | مصر                              | ۳۰ ژوئن ۲۰۱۲    | ۲ اوت ۲۰۱۲      | همبستگی بین‌المللی برای توسعه و صلح                                              |
| شانزدهم | ایران                            | ۳۰ اوت ۲۰۱۲     | ۳ اوت ۲۰۱۳      | صلح پایدار از طریق حاکمیت جهانی مشترک                                           |
| شانزدهم | ایران                            | ۳ اوت ۲۰۱۳      | ۱۵ سپتامبر ۲۰۱۶ | صلح پایدار از طریق حاکمیت جهانی مشترک                                           |
| هفدهم   | ونزوئلا                          | ۱۶ سپتامبر ۲۰۱۶ | ۲۶ اکتبر ۲۰۱۹   | صلح، حاکمیت و همبستگی برای توسعه                                                |
| هجدهم   | جمهوری آذربایجان                 | ۲۵ اکتبر ۲۰۱۹   | ۲۶ اکتبر ۲۰۱۹   | رعایت اصول باندونگ برای اطمینان از پاسخگویی هماهنگ و کافی به چالش‌های جهان معاصر |
| نوزدهم  | اوگاندا                          | ۱۵ ژانویه ۲۰۲۴  | ۲۰ ژانویه ۲۰۲۴  | تعمیق همکاری‌ها برای ثروت مشترک جهانی                                            |

## اعضای کنونی
| - آفریقای جنوبی - آنتیگوآ و باربودا - آنگولا - جمهوری آذربایجان (ریاست کنونی) - اتیوپی - اردن - اریتره - ازبکستان - افغانستان - اکوادور - الجزایر - امارات متحده عربی - اندونزی - اوگاندا - ایران - باربادوس - باهاما - بحرین - بلاروس - بلیز - برونئی - بنگلادش - بنین - بوتسوانا - بورکینافاسو - بوروندی - بولیوی - پاپوآ گینه نو - بوتان (کشور) - پاکستان | - پاناما - پرو - تانزانیا - تایلند - ترکمنستان - ترینیداد و توباگو - توگو - تونس - تیمور شرقی - جامائیکا - جیبوتی - جمهوری آفریقای مرکزی - جمهوری دومینیکن - جمهوری کنگو - جمهوری دموکراتیک کنگو - چاد - دومینیکا - رواندا - زامبیا - زیمبابوه - ساحل عاج - سنت لوسیا - سنت کیتس و نویس - سنت وینسنت و گرنادین‌ها - سائوتومه و پرنسیپ - سنگال - سیشل - سیرالئون - سنگاپور - سومالی | - سری‌لانکا - سودان - سورینام - اسواتینی - سوریه - شیلی - عراق - عربستان سعودی - عمان - غنا - فلسطین - فیجی - فیلیپین - قطر - کامبوج - کامرون - کره شمالی - کره جنوبی - کلمبیا - کومور - کوبا - کنیا - کویت - کیپ ورد - گابن - گامبیا - گرنادا - گواتمالا - گویان - گینه - گینه استوایی | - گینه بیسائو - لائوس - لبنان - لسوتو - لیبریا - لیبی - ماداگاسکار - مالاوی - مالزی - مالدیو - مالی - مراکش - مصر - مغولستان - موریتانی - موریس - موزامبیک - میانمار - نامیبیا - نپال - نیجر - نیجریه - نیکاراگوئه - وانواتو - ونزوئلا - ویتنام - هائیتی - هند - هندوراس - یمن |

### اعضای سابق
- آرژانتین
- قبرس
- مالت
- یوگسلاوی(از جمله  صربستان و مونته‌نگرو)

### ناظران
کشورها و سازمان‌های زیر در مقام ناظر قرار دارند.
| - آرژانتین - ارمنستان - بوسنی و هرزگوین - برزیل - چین | - کاستاریکا - کرواسی - قبرس - السالوادور | - قزاقستان - قرقیزستان - مکزیک - مونته‌نگرو | - هلند - پاراگوئه - لهستان - روسیه | - صربستان - تاجیکستان - اوکراین - اروگوئه |

#### سازمان‌ها
1. اتحادیه آفریقا (سازمان وحدت آفریقا)
2. اتحادیه کشورهای مشترک‌المنافع (یا اتحادیه کشورهای همسود)
3. اتحادیه عرب
4. سازمان همکاری اسلامی
5. شورای جهانی صلح
6. سازمان ملل متحد
7. سازمان همبستگی مردمی آفریقا-آسیا
8. جبهه آزادی بخش ملی سوسیالیست کاناک
9. جنبش استقلال ملی هوستوسیان
10. سازمان بین‌الدولی کشورهای در حال توسعه[۹]

### مهمان
هیچ مهمان دائمی وجود ندارد اما اغلب چند کشور غیرعضو در کنفرانس حضور دارند. علاوه براین، تعداد زیادی از سازمان‌ها چه از درون سازمان ملل یا بیرون از سازمان معمولاً دعوت می‌شوند.